# Metamorfozy (utwór Apulejusza)
Metamorfozy (Złoty osioł) – utwór rzymskiego pisarza Apulejusza.

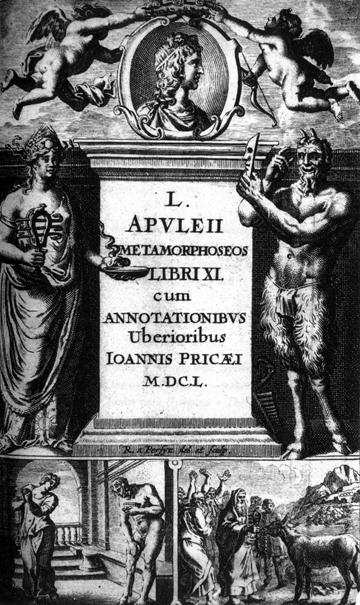
Strona tytułowa Metamorfoz Gouda, Niderlandy, (1650)

Metamorfozy to najbardziej znane i wpływowe dzieło Apulejusza, zachowane w całości i obejmujące 11 ksiąg.

## Tytuł i czas powstania
Nie znamy oryginalnego tytułu ani daty powstania dzieła. Większość rękopisów nie podaje na początku tytułu dzieła, podają go jednak przy poszczególnych księgach w postaci Metamorphoseon liber I (II, III itd.), z czego wnioskuje się, że nazywało się ono Metamorphoses (Przemiany) lub Metamorphoseon libri. Tytuł Złoty osioł przekazał św. Augustyn w Państwie Bożym. Przymiotnik złoty (aureus) wskazuje prawdopodobnie na szczególną wartość utworu. W Polsce dzieło jest znane jako Metamorfozy, Przemiany lub Złoty osioł, tytuł przekładu Edwina Jędrkiewicza brzmi Metamorfozy albo Złoty osioł. Czas powstania utworu określa się na podstawie wzmianek w księdze XI o pobycie autora w Rzymie po studiach w Atenach i jego wtajemniczeniu w misteria Izydy – możliwe, że Metamorfozy powstały przed powrotem Apulejusza do Afryki, tj. przed 155-156 r.

## Pochodzenie utworu i gatunek literacki
Metamorfozy są romansem antycznym, gatunkiem ukształtowanym wśród Greków w okresie hellenistycznym, a następnie przeniesionym na grunt rzymski. Do romansu przenikały, poczynając od II w. n.e. elementy ćwiczeń szkolnych progymnasmata. Wzorem dla opowieści przygodowych stała się Odyseja Homera. Z Odysei pisarze zaczerpnęli też wątek wiernej miłości Penelopy i Odysa. Z tragedii Eurypidesa – Element fantastyczny i niezwykłość wyrażeń. Z komedii nowej mogły pochodzić motywy: porwania przez piratów, spotkania i rozpoznania po długiej rozłące. Połączone w jedną całość różnorodne elementy autor starał się opatrzyć jakąś refleksją ogólniejszej natury, skłaniającą np. do namysłu nad sensem życia.
Pierwotnym źródłem Apulejusza były w większości zaginione Historie milezyjskie (Milesiaka) Arystydesa z I w. p.n.e., o czym autor wspomina na początku utworu. Rzymianie znali Milesiaka także z zaginionej łacińskiej przeróbki Lucjusza Korneliusza Sisenny Milesiae fabulae z I w. p.n.e. Stan zachowanych fragmentów nie pozwala ocenić samodzielności Apulejusza. Na Historiach milezyjskich oparł się Lucjusz (Lukios) z Patraj, żyjący prawdopodobnie w II w, autor zaginionego greckiego romansu w dwóch księgach. Istnienie utworu Lucjusza potwierdza bizantyński filolog z IX wieku, Focjusz w 129 kodeksie Biblioteki. Na tym utworze oparł swój własny, krótszy utwór (w jednej księdze) Lukian (ok. 120-ok. 190) – zachowane dzieło Lukiana nosi tytuł Lucjusz w osła zamieniony (Lukios e onos). Apulejusz, tak jak i Lukian, treść utworu zaczerpnął z zaginionego greckiego utworu Lucjusza, znacznie go jednak rozbudował i zakończył XI księgą w której główny bohater powraca do ludzkiej postaci dzięki łasce Izydy, co stanowi podstawę mistycznej interpretacji utworu.

## Treść utworu
Oto opowiem ci milezyjską modłą bajeczki rozmaite i połechcę twe łaskawe mi uszy wdzięcznym bajdurzeniem – jeśli tylko nie wzgardzisz przeczytaniem tego papirusu egipskiego, nilowej trzciny kończystością pisanego. Wszystko to zaś, abyś się nacudował ludzkich losów i postaci przemianom w kształty inne i powrotowi we własne dzięki odwrotnemu rzeczy splotowi…

– w ten sposób, w potocznym i barwnym stylu, Apulejusz rozpoczyna Metamorfozy, informując czytelnika, że jego romans będzie nawiązywać do Opowieści milezyjskich i zapowiadając oś fabuły utworu, którą jest przemiana głównego bohatera, Lucjusza, w osła.

### Księga I

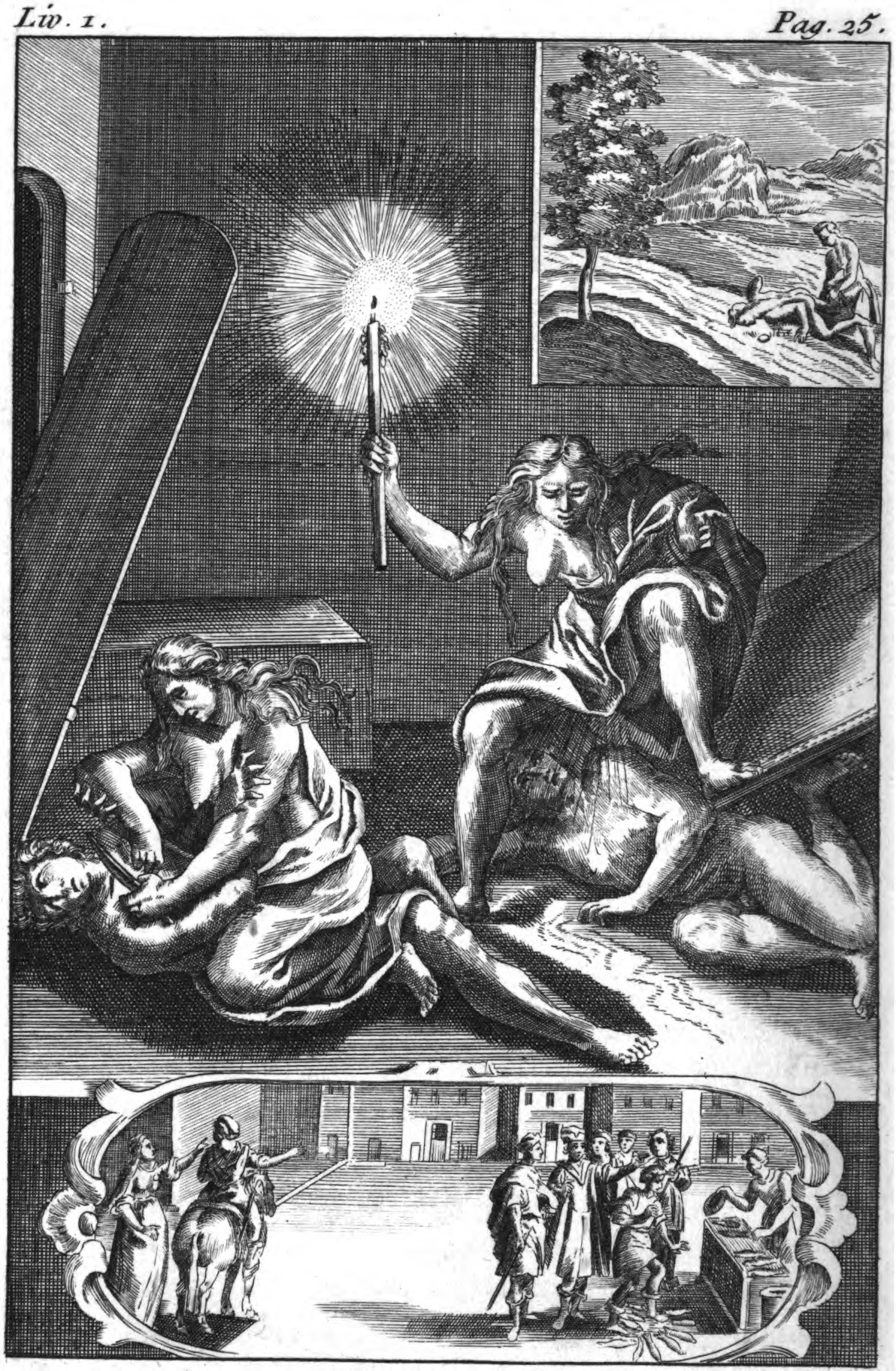
Meroe i Pantia pastwią się nad Sokratesem. Grawiura Jean-François Bastiena z 1787 r.

W księdze pierwszej narrator, którym jest główny bohater utworu, Lucjusz, przedstawia się jako Grek, Tesalczyk, pochodzący od Plutarcha i filozofa Sekstusa, który poznał łacinę dzięki pobytowi w Rzymie. Opowieść rozpoczyna opisem swojej podróży w interesach do ojczystej Tesalii. W podróży wysłuchuje opowieści pochodzącego z Eginy kupca Arystomenesa. Opowiada on historię swojego kompana Sokratesa, który, obrabowany przez rzezimieszków, stał się niewolnikiem czarownicy Meroe. Arystomenes zaoferował mu pomoc w ucieczce. Nocą jednak, w gospodzie, w której przebywali, zjawiły się Meroe i jej towarzyszka Pantia. Meroe rozcięła Sokratesowi szyję i wyrwała mu serce, a Pantia zatkała ranę gąbką. Sokrates, ku zdumieniu Arystomenesa, obudził się nazajutrz, ale gdy kilka godzin później nachylił się nad strumieniem, by się napić, gąbka wypadła i zmarł. Po przybyciu do Hypate Lucjusz znajduje mieszkanie u miejscowego bogacza Milona.

### Księga II
Na rynku Lucjusz spotyka swą ciotkę Birrenę, która ostrzega go przed żoną Milona, Pamfilą, czarownicą. Tymczasem zdobywa miłość służącej Fotis i spędza z nią upojne noce. Zaproszony na przyjęcie do domu ciotki wysłuchuje opowieści niejakiego Telefrona o przygodzie, którą przeżył w Larisie. Najął się tam do pilnowania umarłego przed czarownicami, które obcinały trupom fragmenty ciała. Jako że zmarły nie został okaleczony, odebrał rano nagrodę. Ale wówczas ktoś wniósł oskarżenie o zamordowanie zmarłego przez żonę. Wezwany kapłan przywołał ducha zmarłego, a ten potwierdził, że został zamordowany, a nadto ujawnił, że wiedźmy, przez nieporozumienie, zamiast jemu obcięły nos i uszy stróżowi, a następnie zgrabnie zalepiły ubytki woskiem. Wracając z przyjęcia, Lucjusz widzi trzech napastników, próbujących wyłamać bramę domu Milona. Rzuca się na nich z mieczem i kładzie ich pokotem.

### Księga III
Następnego dnia rano zostaje aresztowany i postawiony przed sądem za zabójstwo strażników miejskich. Sędzia skazuje go na śmierć, a publiczność przyklaskuje mu, pokładając się przy tym ze śmiechu. Kiedy oczom zebranych zostają ukazane ofiary Lucjusza, okazują się workami wypchanymi kozim włosiem. Lucjusz zdaje sobie sprawę, że stoczył zwycięską walkę z trzema skórzanymi workami. Mieszkańcy Hypate przepraszają go, że stał się ofiarą ich żartu, należy to jednak do tradycji obchodów dnia śmiechu w ich mieście. Powróciwszy do domu, Lucjusz dowiaduje się, że poprzedniego wieczora Pamfila wysłała Fotis po kosmyk włosów pewnego Beotczyka, żeby go czarami zwabić do siebie. Nie mogąc go zdobyć, Fotis zebrała trochę koziego włosia i czary Pamfili przywołały do bramy trzy skórzane worki. Lucjusz prosi Kochankę, by pozwoliła mu zobaczyć, jak jej pani zamienia się w ptaka, a zobaczywszy, sam pragnie tego doświadczyć. Fotis myli jednak maści i zamiast w puchacza Lucjusz przemienia się w osła. Fotis obiecuje zdobyć dla niego garść róż, by go odczarować, tymczasem wyprowadza go do stajni. Nocą jednak napadają na dom Milona zbóje. Rabują jego majątek, wkładają go na grzbiety stojących w stajni zwierząt i uchodzą z miasta.

### Księga IV
Z obitym grzbietem Lucjusz dociera do jaskini zbójców. Wkrótce wraca z wyprawy również druga grupa, która straciła swego wodza w Tebach, a w Platejach zdobyła wprawdzie łup, ale straciła swego najodważniejszego członka, przebranego za niedźwiedzia. Z kolejnej wyprawy zbójcy przyprowadzają młodą dziewczynę, która rozpacza nad utratą domu i narzeczonego. Staruszka gotująca dla zbójców opowiada jej o córce królewskiej Psyche, która dla swej piękności była czczona jak bogini, aż wzbudziła gniew Wenery, która wysłała swego syna Amora, by ją pomścił. Psyche mimo swej urody nie znalazła męża. Wyrocznia delficka zapowiedziała, że poślubi potwora i nakazała rodzicom wyprowadzić ją w góry i tam zostawić.

### Księga V

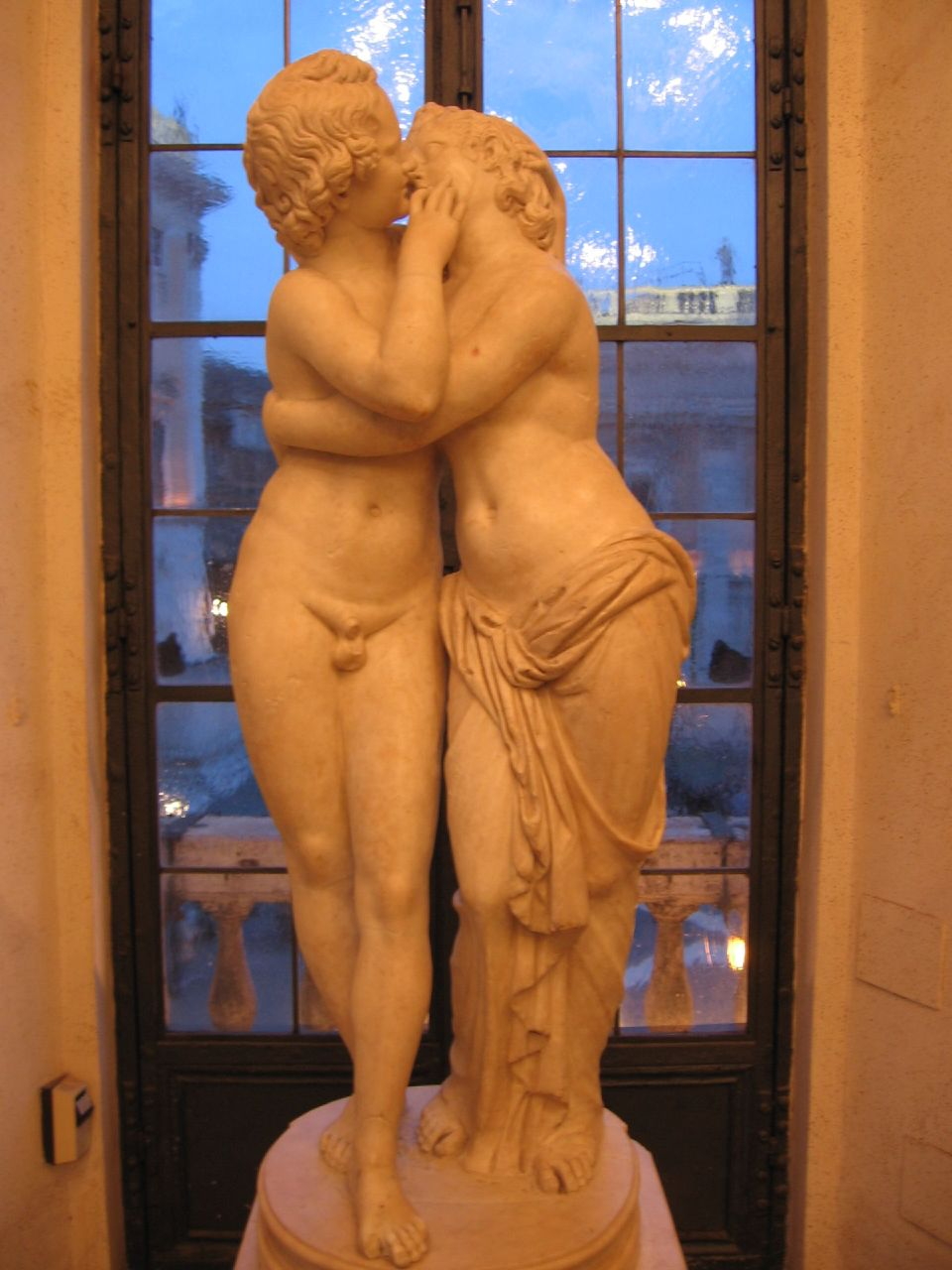
Amor i Psyche

Ze szczytu góry Psyche została przeniesiona przez wiatr do czarodziejskiego pałacu. Co noc zjawiał się w jej sypialni jej małżonek, który jednak ukrywał przed nią swą twarz i znikał nad ranem. Psyche zaszła w ciążę. Jej szczęście zakłóciło pojawienie się sióstr, które z zazdrości wmówiły jej, że jej mąż jest potworem i że musi go zabić. Psyche, zapaliwszy lampkę, odkryła, że jej mężem jest Amor. Bóg obudzony ze snu opuścił swą żonę. Odtąd Psyche tułała się po świecie. Jej dwie siostry zginęły, roztrzaskawszy się na skałach koło jej pałacu.

### Księga VI
Kiedy modlitwy zanoszone do Ceres i Junony nie odniosły skutku, Psyche postanowiła udać się do pałacu Wenery. Ta po wychłostaniu synowej nakazała jej rozdzielić zmieszane ze sobą ziarna, w czym pomogły Psyche mrówki. Następnie dziewczyna została wysłana po runo bardzo agresywnych owiec, na wysoką górę po wodę z Kocytu i do Orku po dar Prozerpiny. Trzcina podpowiedziała jej, jak zdobyć runo, Jowiszowy orzeł zdobył dla niej wodę, wieża zdradziła jej, jak zejść i wrócić z Podziemi. Wyszedłszy ze świata umarłych, Psyche po raz kolejny uległa ciekawości, sprawdziła, co niesie w szkatułce i zapadła stygijski sen. Uratował ją jednak jej małżonek. On też wyprosił u Jowisza przyjęcie Psyche do świata bogów.
Tymczasem zbójcy postanawiają zabić Lucjusza. Osioł ratuje się ucieczką, do której przyłącza się złapana uprzednio przez zbójców dziewczyna. Uciekinierzy wpadają jednak w ręce zbójców, którzy postanawiają wypatroszyć osła i zaszytą w jego skórę dziewczynę porzucić na skałach.

### Księga VII
Wieczorem zjawia się w siedzibie zbójców rosły mężczyzna, który podaje się za Hemusa, sławnego zbója, którego bandę rozbiły wojska cesarskie, a on sam uciekł w kobiecym przebraniu. Przyjęty na herszta bandy, wyprawia dla swych nowych towarzyszy ucztę i upija ich, a następnie wiąże. Okazuje się narzeczonym dziewczyny, Tlepolemem. Na czele swoich ziomków morduje zbójców, a ich łupy przekazuje do skarbca cesarskiego. Dziewczyna, która, jak się okazuje, ma na imię Charyta, poślubia Tlepolema, a osła, dla którego czuje wielką wdzięczność, wysyła do swego wiejskiego majątku. Na wsi Lucjusz trafia najpierw w ręce skąpej gospodyni, która nęka go pracą nad siły, prawie wcale go nie karmiąc, a potem na służbę do sadystycznego parobka, który znęca się nad nim na różne sposoby, na koniec jednak, ku uldze osła, zostaje rozszarpany przez niedźwiedzia.

### Księga VIII

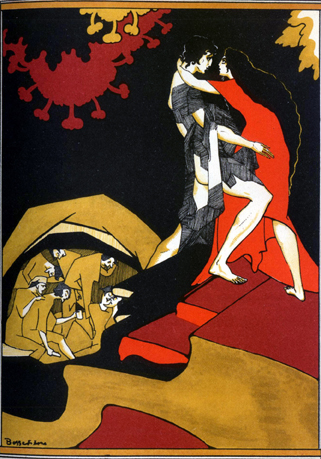
Pocałunek Charyty

Tymczasem z miasta przybywa służący z wieścią o śmierci właścicieli majątku. Tlepolem został zabity podczas polowania przez zawistnego rywala do ręki Charyty, Trazyllusa. Charyta, dowiedziawszy się o morderstwie od cienia zmarłego męża, wykłuła Trazyllusowi oczy, po czym popełniła samobójstwo. Ludzie pracujący w majątku uciekają z dobytkiem zmarłych właścicieli. Lucjusz sprzedany na targu trafia do kompanii, która obwozi po okolicy posąg bogini syryjskiej, zarabiając żebraniem, wróżeniem, zbieraniem ofiar. Kiedy Lucjusz rykiem ratuje mężczyznę, którego próbują zgwałcić, ze złości chcą go zarżnąć. Nieco później w domu, w którym cała kompania się zatrzymała, kucharz próbuje go przerobić na pieczeń.

### Księga IX
Ostatecznie cała grupa trafia do więzienia za kradzież złotej czary Matki bogów. Lucjusz zostaje sprzedany do młyna. Pracując przy żarnach, jest świadkiem, jak młynarka zdradza swego męża. Przy okazji Apulejusz opowiada historię sprytnej żony, która zaskoczona przez powracającego męża, ukryła kochanka w kadzi i wmówiła mężowi, że to kupiec, który chce ją nabyć. Rajfurka opowiada o obrotnym kochanku, który zapomniawszy sandałów, atakuje sługę zdradzonego męża, że mu je ukradł w łaźni. Kiedy młynarka przyjmuje kochanka, niespodziewanie wraca mąż. Ukrytego pod koszem kochanka dekonspiruje Lucjusz. Młynarz postanawia wygnać niewierną żonę, ale ta przy pomocy czarownicy doprowadza do jego śmierci. Lucjusz zostaje po raz kolejny sprzedany, tym razem ubogiemu ogrodnikowi, któremu odtąd pomaga w handlu warzywami, śpiąc pod gołym niebem. Zaproszony do życzliwego mu bogacza ogrodnik jest świadkiem tragedii gospodarza, który dowiaduje się o śmierci jego trzech synów i popełnia samobójstwo. W drodze powrotnej jakiś żołnierz próbuje zabrać ogrodnikowi osła. Ten pokonuje go w walce i ucieka. Żołnierz jednak odnajduje zbiega dzięki niefrasobliwości Lucjusza i oddaje ogrodnika sędziom.

### Księga X
Na służbie u żołnierza Lucjusz jest świadkiem historii macochy, która próbowała uwieść swego pasierba, a odrzucona stała się mimowolną sprawczynią śmierci swego syna, ostatecznie jednak poniosła karę. Lucjusz trafia tymczasem na służbę do dwóch braci: cukiernika i kucharza. Przez jakiś czas wyjada zapasy z ich spiżarni. Kiedy zdają sobie z tego sprawę, opowiadają o tym swemu panu, który odkupuje go od nich. Odtąd Lucjusz podróżuje po Grecji ze świtą tego arystokraty. Uczestniczy w ucztach i jest atrakcją dla tłumów przychodzących go oglądać. W Koryncie, gdzie jego pan wydaje igrzyska, ogląda przedstawienie sądu Parysa. W pewnym momencie oddala się i trafia do Kenchr.

### Księga XI

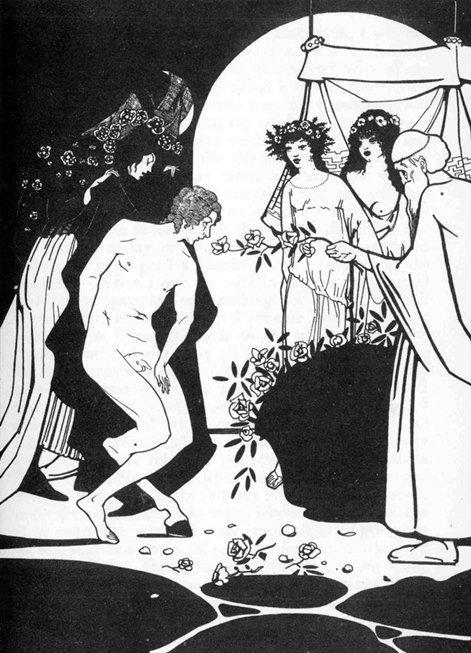
Lucjusz odzyskuje ludzką postać

Nad brzegiem morza objawia się mu bogini Izyda, która zapowiada, że w czasie mającej się odbyć następnego dnia procesji ku jej czci Lucjusz odzyska ludzką postać. Istotnie, przewodniczący procesji kapłan podaje mu wieniec róż do zjedzenia i Lucjusz staje się na powrót człowiekiem. W Koryncie, gdzie pozostaje przy świątyni Izydy, zostaje wtajemniczony w misteria Izydy. Po jakimś czasie udaje się do Rzymu, gdzie przeżywa wprowadzenie w misteria Ozyrysa, a po trzecim wtajemniczeniu zostaje kapłanem obydwu bóstw. W Rzymie zostaje wziętym adwokatem i chociaż przez cały czas był Grekiem z Koryntu, na koniec okazuje się tak jak autor Madaureńczykiem.

## Założenie
Utwór Apulejusza ma wymowę religijną. Główny bohater pokutuje za swą zbyt wielką ciekawość i chęć poznania czarów. Udręki jego oślego żywota są rodzajem oczyszczenia, mającym go przygotować do wprowadzenia w tajemnice kultu Izydy i Ozyrysa. Bogini przepowiada mu powrót do ludzkiej postaci. Po tym wydarzeniu jego życie należy już tylko do niej. Izyda czuwa nad kolejnymi etapami jego wtajemniczenia. Lucjusz po potrójnym wtajemniczeniu zostaje powołany do grona pastoforów (mających dostęp do komnaty bóstwa) i dekurionów (najwyższych kapłanów). Apulejusz świadomie też zestawia szlachetność kultu Izydy i Ozyrysa z oszukańczym kultem Bogini Syryjskiej.

## Kompozycja
Opowieść o losie głównego bohatera urozmaica Apulejusz rozmaitymi historiami, szczególnie często występującymi w pierwszej części utworu: historią o czarownicy mszczącej się na kochanku (I 6-20), o czarownicach kaleczących oczekujące na pogrzeb zwłoki (II 22-27), o worach z koźlej skóry ożywionych zaklęciem (III 17), o wywoływaniu zmarłych (II, 28-30, VIII 9, IX 31), o starcu-smoku, który pożerał ludzi (VIII 21-22). Po przemianie w osła Lucjusz poszukujący przygód i cudowności zmienia się w obserwatora, a jego własne przygody ograniczają się do zmiany właścicieli. Księgi IV i VII opowiadają o życiu zbójców, VIII i IX o zdradach małżeńskich, X o trucicielach. Wędrując, Lucjusz poznaje ludzkie charaktery, tym łatwiej, że ludzie nie ukrywają swych zamiarów przed zwierzęciem. Niektóre opowieści zawierają elementy humorystyczne, jak scena gacha ukrytego w beczce (IX 5-7) czy zdradzającego się kichaniem (IX 24-25). Inne są pełne tragizmu i grozy, jak opowieść o śmierci ojca i jego trzech synów (IX 33-38), o Charycie, która oślepia mordercę swego męża i popełnia samobójstwo (VIII 1-14) czy o macosze wzgardzonej przez pasierba, która próbuje go otruć (X 2-12). Apulejusz ukazuje życie wielkich posiadaczy, uciemiężonych kolonów i niewolników, samowolę żołnierzy, nędzę ogrodników, rozpustę kapłanów syryjskich.

## Baśń o Amorze i Psyche

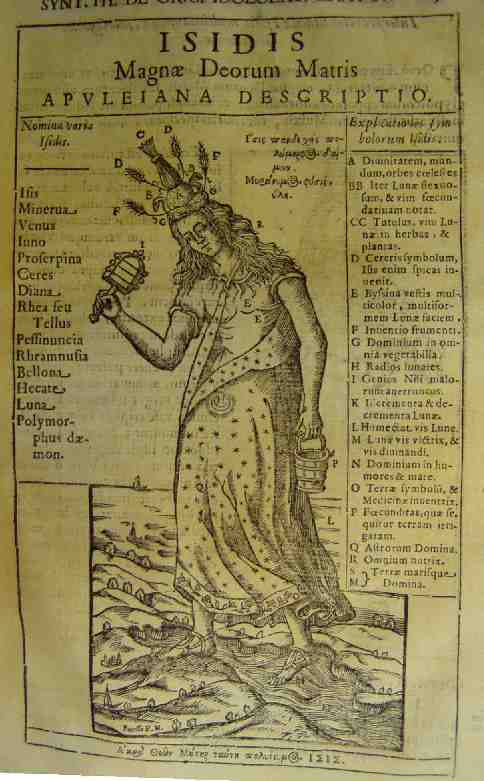
Izyda

W centrum utworu pisarz umieścił opowieść o Amorze i Psyche (IV 28-VI 24). Część badaczy dopatruje się w niej alegorii cierpień duszy poddającej się oczyszczeniu, aby osiągnąć wtajemniczenie w misteria. Imię bohaterki tłumaczą jako: duszę, serce lub motyla. Wskazują na nawiązania do Uczty i Fajdrosa Platona, do nauki o niebiańskim Erosie, który duszy upadłej w ciało pomaga powrócić do ojczyzny niebieskiej.

## O misteriach
Metamorfozy zawierają najdokładniejszy ze wszystkich przekazów starożytnych opis wtajemniczeń w misteria. Apulejusz wskazuje wprawdzie, że obowiązuje go tajemnica milczenia, daje jednak opis przejścia przez żywioły i potęgi piekielne i niebieskie. Opisuje obrzędy związane z potrójnym wtajemniczeniem w misteria Izydy i Ozyrysa, przytacza także modlitwę do bogini Izydy.

## Opisy
Niemało miejsca w utworze Apulejusza zajmują opisy (ekfrazy). Autor daje opis przedsionka domu przyjaciółki matki Lucjusza, Birreny (II 4) i stojących tam posągów bogiń Wiktorii i Diany oraz inkrustowanego stołu w jadalni (II 19). Szczegółowo przedstawia cudowny pałac Erosa (V 1 i n.). Z podobnym upodobaniem opisuje dzieła natury (jaskinię zbójców: IV 6), postaci: Wenery (IV 31) i Izydy (XI 3-4), widowiska taneczne i teatralne (X 29 i n.), procesję ku czci Izydy (XI 8 i n.). Próbuje oszołomić czytelnika dokładnością i wyrazistością opisu, rywalizuje ze sztuką malarską, jak wielu sofistów greckich i łacińskich tego okresu.

## Popisy retoryczne
Apulejusz, doskonały mówca i retor, chętnie włącza do swego dzieła sceny z sali rozpraw sądowych, wkładając w usta swych postaci rozbudowane mowy, przypominające szkolne ćwiczenia na zadany temat. Wydźwięk tragiczny ma proces, w którym ojciec oskarża swego starszego syna o otrucie brata, a w obronie oskarżonego staje lekarz, który dowodzi, że młodszy syn nie wypił trucizny, lecz środek nasenny (X 12-22). Natomiast wydźwięk humorystyczny ma proces Lucjusza o zabójstwo trzech strażników, w którym po mowach oskarżyciela i oskarżonego, po płaczu wdów i sierot, okazuje się, że cały proces był żartem z okazji dnia boga śmiechu (III 1-10). Parodystyczny charakter ma też opis zebrania bogów, kończącego opowieść o Amorze i Psyche (VI 23 i n.). Jowisz zwołuje wszystkich bogów pod groźbą kary pieniężnej. Obecność przybyłych jest zapisywana na tablicach Muz, a Jowisz wygłasza mowę, w której nakazuje ożenić Amora i Psyche.

## Styl i język
Na początku Metamorfoz [I 1] autor usprawiedliwia się retorycznie z niepoprawności swojej łaciny, pisząc, że nie jest ona jego językiem ojczystym, że na dobre i z dużym trudem wyuczył jej się dopiero w Rzymie. Mimo tego nie ma w dziele Apulejusza żadnych językowych nieporadności. Przeciwnie, Apulejusz jest mistrzem w operowaniu stylem – potrafi w zależności od okoliczności używać tak stylu prostego (sermo milesius), jak i stylu ozdobnego (genus floridum), doskonale dopasowywać styl wypowiedzi do sytuacji i osób mówiących: np. pełnym ludowych zwrotów stylem wulgarnym wypowiadają się rozbójnicy, wyszukaną retoryką posługują się prawnicy w czasie procesów, trafnym użyciem patosu jest modlitwa Apulejusza do Izydy.
Umiejętność posługiwania się wieloma stylami Apulejusz osiąga także dzięki umiejętnemu posługiwaniu się bogatym słownictwem. Posługuje się grecyzmami (także składniowymi), wieloma wyrazami ludowymi, zgodnie z panującą w II w. modą archaizmami i wyrazami staroświeckimi. Wszystkie je przeplata i łączy, wyrazy wzniosłe umieszczając obok wulgarnych, archaizmy obok neologizmów, wyrazy ludowe obok wytwornych – co sprawia, że styl Metamorfoz określić można jako „mozaikowy”.

## Recepcja
Metamorfozy były dobrze znane w starożytności. Cytuje je święty Augustyn, Makrobiusz, Sydoniusz Apolinary. W średniowieczu uległy zapomnieniu. Zachował się tylko jeden rękopis z tego okresu w bibliotece opactwa na Monte Cassino. W XIV wieku odnalazł go i skopiował Boccaccio. W Dekameronie wykorzystał potem motywy i formy nowel z Apulejusza. Oparł także na opowieściach z IX rozdziału Metamorfoz (rozdz. 22-28 i 5-7) dwie ze swych nowel (dzień V opowieść 10 i dzień VII opowieść 2). Na Metamorfozach wzoruje się także powieść pikarejska, powstała w XV wieku w Hiszpanii. Bohaterami utworów należących do tego nurtu są słudzy, którzy – podobnie jak Lucjusz – wciąż zmieniają swych panów i mają wgląd w sekrety kolejnych domów.